# ندریتی (مچان، یک)
ندریتی روستایی در دهستان مچان بخش کیشکور شهرستان سرباز استان سیستان و بلوچستان ایران است.

## جمعیت
بر پایه سرشماری عمومی نفوس و مسکن در سال ۱۳۹۵ جمعیت این روستا ۲۹ نفر (۶خانوار) بوده‌است.